# Chapelle Saint-Joseph de Gars
Pour les articles homonymes, voir Chapelle Saint-Joseph.
La chapelle Saint-Joseph est une chapelle catholique située en France sur le territoire de la commune de Gars, dans le département des Alpes-Maritimes en région Provence-Alpes-Côte d'Azur.
Elle fait l'objet d'une inscription sur l'inventaire supplémentaire des monuments historiques depuis le 13 mai 1937.

## Localisation
La chapelle est située dans le département français des Alpes-Maritimes, sur la commune de Gars.

## Historique
L'édifice est classé au titre des monuments historiques le 3 mai 1937.

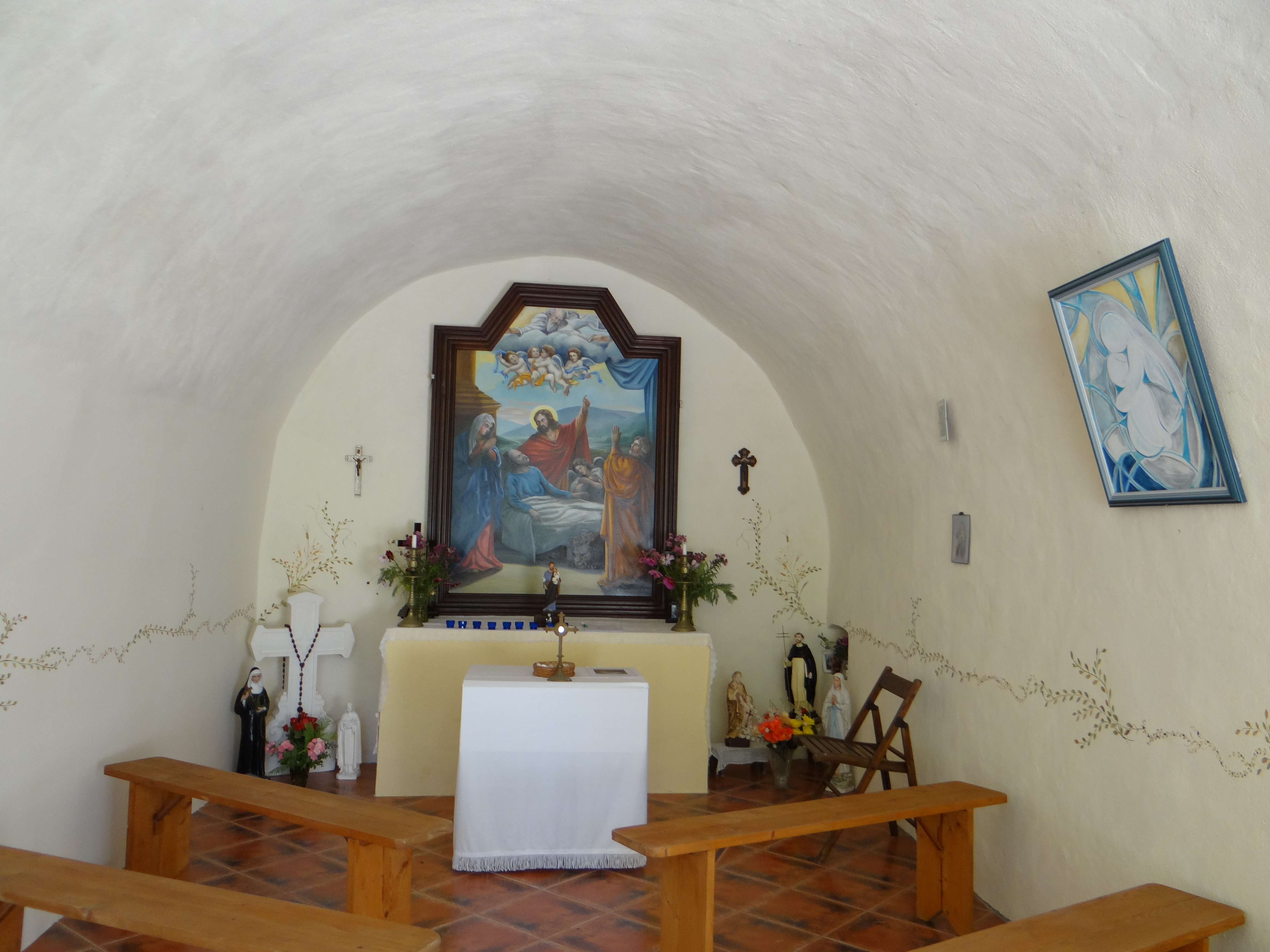
La nef
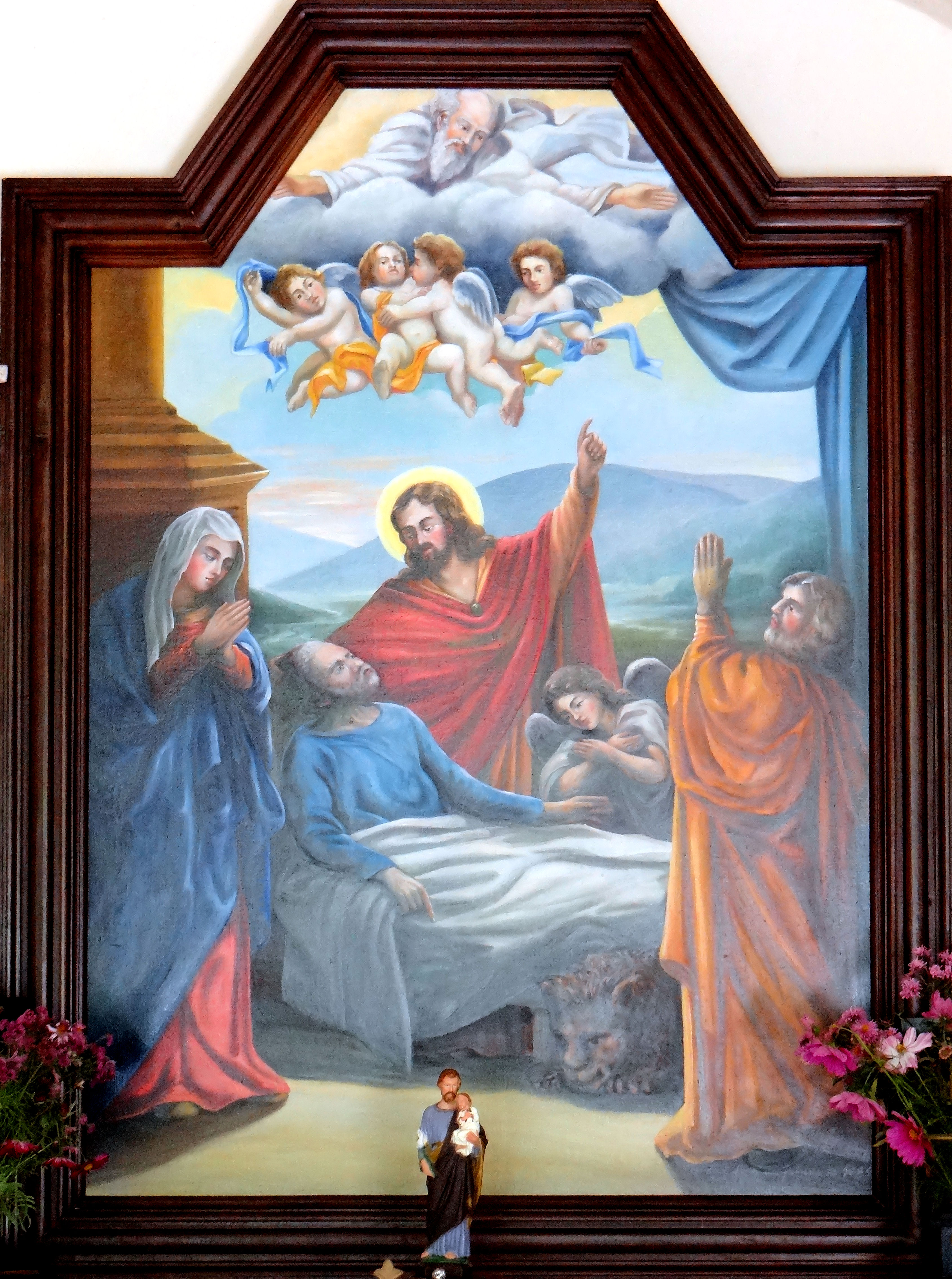
Tableau représentant la mort de saint Joseph
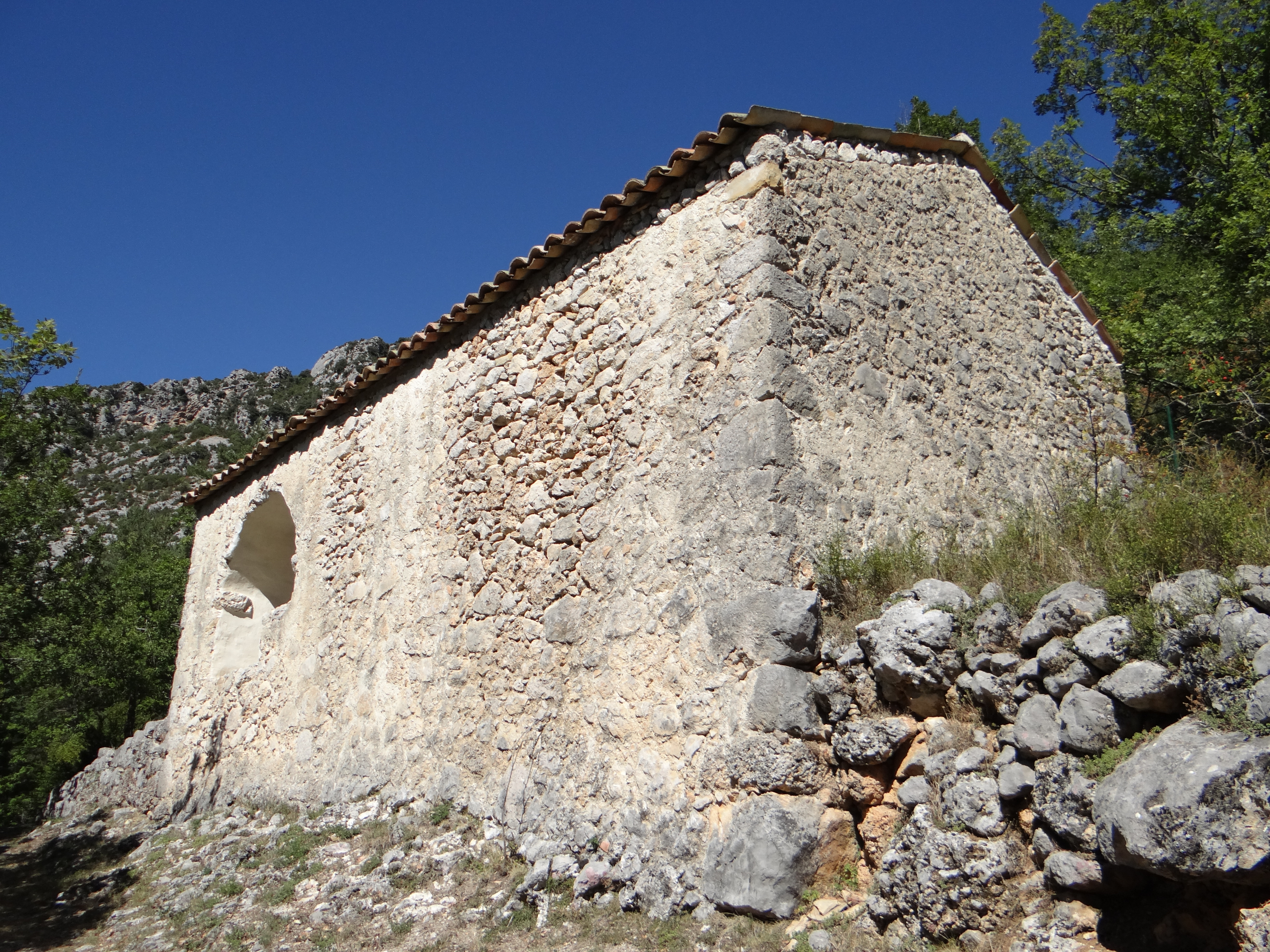
Chevet de la chapelle